# فرقة فافن غرينادير إس إس هونيادي (المجرية الأولى)
فرقة فافن غرينادير إس إس هونيادي (المجرية الأولى) قصيرة الأجل فرقة مشاة لفافن إس إس، وهو الجناح العسكري الألماني الحزب النازي التي تخدم جنبا إلى جنب ولكن لم يكن رسميا جزءا من الفيرماخت خلال الحرب العالمية الثانية. تأسس في نوفمبر 1944 بعد الإطاحة الألمانية بالنظام الهنغاري لميكلوش هورثي، تألف بشكل أساسي من القوات المستمدة من فرقة هونفيد الثالثة عشرة التابعة للجيش الملكي المجري. لم يتم تشكيلها أو تدريبها أو تجهيزها بشكل صحيح ، وبعد إخلائها من معسكرها التدريبي في مواجهة الجيش الأحمر السوفييتي المتقدم ، استسلمت لجيش الولايات المتحدة في النمسا في مايو 1945.

## القادة
قاد الفرقة ضابطان: 
- SS- أوبرفورر توماس مولر (نوفمبر 1944)
- Waffen- جروبنفهر جوزيف جراسي (نوفمبر 1944 - مايو 1945)

## ترتيب المعركة
تكونت الفرقة من الوحدات الرئيسية التالية: 
- فوج فافن غرينادير إس إس 61
- فوج فافن غرينادير إس إس 62
- فوج فافن غرينادير إس إس 63
- فوج مدفعية فافن إس إس 25
- كتيبة فافن إس إس للتزلج 25

## الحواشي
1. 1 2  Williamson 2004.